# Boarhills
Boarhills är en by i Fife, Skottland. Byn är belägen 5 km 
från St Andrews. Orten har 80 invånare (2001).